# Sciences affectives
Les sciences affectives forment un champ de recherche scientifique interdisciplinaire dans l'étude des émotions sur le modèle des sciences cognitives auxquelles elles appartiennent. 
Parmi les disciplines constitutives des sciences affectives, on peut citer :
- La psychologie, avec bien sûr la psychologie des émotions mais aussi de la cognition sociale
- La psychophysiologie
- Les neurosciences dont les neurosciences cognitives et neurosciences sociales
- L'informatique, tant sur le plan de la modélisation des phénomènes émotionnels que sur celui de la simulation et de la manipulation des émotions dans des interfaces homme-machine

## Institution/ Centre de recherche
- Swiss Centre for Affective Sciences

- Centre Interfacultaire en Sciences Affectives

- Laboratoire de Sciences Cognitives & Affectives (SCALab)